# Konrad I. (Welfen)
Konrad I. († 21. September nach 862) war ein Sohn des Grafen Welf I. und der Heilwig, ein Bruder der Kaiserin Judith († 843) und der Königin Hemma. Aufgrund dieser Verwandtschaft wurde er einer der engsten Vertrauten des Kaisers Ludwig der Fromme († 840), der auch dessen Haft 833/834 teilte, und dem es gelang, in Oberschwaben seiner Familie eine starke Machtposition aufzubauen.
Er war einer der drei Gesandten, die 842 von Karl dem Kahlen und Ludwig dem Deutschen mit außerordentlichen Vollmachten ausgestattet zu deren Bruder Lothar I. geschickt wurden, um über die Teilung des fränkischen Reiches zu verhandeln und Lothar den von ihnen bestimmten dritten Teil des Reiches anzubieten. Die beiden anderen Gesandten waren der Seneschall Adalhard und Graf Cobbo der Ältere.
Nach dem Tod Ludwigs des Frommen war er am Zustandekommen des Vertrags von Verdun (843) beteiligt. Er war nun Berater seines anderen Schwagers, Ludwigs des Deutschen, bis er diesen 859 während eines Feldzugs im Westfrankenreich verließ und sich gemeinsam mit seinen Söhnen dessen Halbbruder auf der Gegenseite, seinem leiblichen Neffen Karl dem Kahlen anschloss. Er war bereits zehn Jahre zuvor nach seiner Heirat mit Aelis, einer Tochter des Grafen Hugo von Tours aus der Familie der Etichonen, als Graf von Paris in das Königreich seines Neffen einbezogen. Aufgrund dieses Seitenwechsels verlor Konrad sämtliche Ämter und Grafschaften im Ostfrankenreich, wurde aber später im Westen durch die Grafschaft Auxerre entschädigt.
Konrad führte folgende Titel:
- 830 „Dux nobilissimus“ (d. h. Herzog in Alemannien),
- 839 – nach 849 Graf im Argengau,
- 839 Graf im Alpgau,
- 844 Graf im Linzgau,
- 849 Graf von Paris,
- nach 860 Graf von Auxerre als Gefolgsmann Karls des Kahlen;

Konrad und Aelis hatten mindestens drei Söhne:
- Konrad II., Markgraf von Transjuranien
- Hugo Abbas, † 12. Mai 886
- Rudolf, † vor 864, Abt von Saint-Riquier, 849 Abt von Jumièges

sowie vermutlich auch
- Welf II. (der aber auch ein Sohn von Konrads Bruder Rudolf sein könnte), 842/850 Graf im Linzgau, 852-858 Graf im Alpgau, der wahrscheinliche Stammvater der schwäbischen Welfen.

Aelis heiratete nach dem Tod Konrads in zweiter Ehe 864 den Robertiner Robert den Starken (le Fort), Graf von Tours und Paris († 15. September 866), womit sie Konrads Sohn Hugo Abbas, weniger Konrad II., der bei Karl dem Kahlen in Ungnade gefallen war und das Reich verlassen hatte, durch die Anbindung an die Robertiner erneut ins Machtzentrum des Westfrankenreichs rückte.